# Mihai Valentin Neagu
Mihai Valentin Neagu (n. la 29 ianuarie 1968 în București) este un avocat, ziarist, comentator politic și analist în presa de după 1990 din România.
Este licențiat al Facultății de Drept a Universității din București.
A scris la pagina politică a cotidianului Evenimentul Zilei, iar după 1995 a devenit, pe rând, șef secție politică, editor coordonator și ulterior redactor șef adjunct al cotidianului Libertatea. În 2006 a părăsit funcțiile din presă pentru a se dedica profesiei de avocat în Baroul București.
În prezent își desfășoară activitatea în cadrul cabinetului de avocat „Mihai Valentin Neagu” din București, fiind specializat în domeniul dreptului comercial dar și al dreptului civil.